# 後藤翔之
後藤 翔之（ごとう しょうし、1986年3月9日 - ）は、東京都稲城市出身の競艇選手。
登録番号4460。身長167cm。体重58kg。血液型O型。101期。東京支部所属。
夫人は女優・グラビアアイドルの秋山莉奈。弟の後藤隼之（登録番号4676）、妹の後藤美翼（登録番号4680）。3兄妹とも既婚であり、また従兄弟の永井彪也（登録番号4688）も同じ競艇選手である。
同期に大池佑来、末永祐輝、篠崎仁志、山下友貴、守屋美穂、藤堂里香、櫻本あゆみらがいる。

## 来歴
- 私立大分中学校・高等学校を経て関東学院大学に入学するも競艇学校受験のため中途退学し、6回目に合格[2]。
- やまと競艇学校時代、リーグ戦勝率7.79（準優出7　優出4　第2戦優勝）の成績を残して、卒業記念競走に優出（2着）した。
- 2007年11月22日、多摩川競艇場でデビュー（3着）。
- 2007年12月6日、戸田競艇場での「第2回隼杯」初日6Rで初勝利（48走目）。
- 2008年9月16日、下関競艇場での一般競走で初優勝（初優出）[3]。
- 2015年6月30日、グラビアアイドルの秋山莉奈と結婚したことが明らかとなった[4]。